# Камара, Фатумата
Фатумата Яри Камара (фр. Fatoumata Yarie Camara ; род. 15 февраля 1996) — гвинейская спортсменка (вольная борьба), призёр Африканских игр, участница Олимпийских игр, где была знаменосцем на церемонии закрытия.

## Карьера
В 2019 году в Рабате она представляла Гвинею на Африканских играх и завоевала бронзовую медаль. В апреле 2021 года в тунисском Хаммамете на африканском и океанском олимпийский отборочный турнире к Олимпийским играм в Токио завоевала лицензию. В августе 2021 года на Олимпиаде в схватке на стадии 1/8 финала уступила японке Рисако Каваи (2:8), так как Каваи вышла в финал Фатумата продолжила борьбу за бронзовую медаль, однако в утешительной схватке снова на туше уступила Болдсайханы Хонгорзул из Монголии (0:10) и заняла итоговое 12 место.

## Достижения
- Африканские игры 2019 — ;
- Олимпийские игры 2020 — 12;
- Игры исламской солидарности 2021 — ;
- Чемпионат Африки по борьбе 2022 — ;
- Чемпионат Африки по борьбе 2023 — ;